# Gare de Dave-Saint-Martin
Pour les articles homonymes, voir Gare de Dave et Gare de Saint-Martin.
La gare de Dave-Saint-Martin (anciennement Dave-État) est une gare ferroviaire belge de la ligne 162, de Namur à Sterpenich (frontière du Luxembourg), située à Dave sur le territoire de la ville de Namur, dans la province de Namur en Région wallonne.
Elle est mise en service en 1901 par les Chemins de fer de l'État belge. C'est aujourd'hui une halte ferroviaire de la Société nationale des chemins de fer belges (SNCB).

## Situation ferroviaire
Établie à 153 m d'altitude, la gare de Dave-Saint-Martin est située au point kilométrique (PK) 5,00 de la ligne 162, de Namur à Sterpenich (frontière du Luxembourg), entre les gares de Jambes-Est et Naninne.

## Histoire
La ligne de Namur à la frontière du Luxembourg est mise en service par sections en 1858 par la Grande compagnie du Luxembourg ; la section de Namur à Ciney passant par Dave étant ouverte à l'exploitation le 15 mai 1858. Il n'y a alors aucune station sur cette la ligne entre Namur et Naninne ; c'était encore le cas en 1867.
En 1862, alors qu'au bord de la Meuse était construite la Ligne Namur - Dinant - Givet de la Compagnie du Nord - Belge (actuelle ligne 154), cette compagnie fit édifier la gare de Dave-Nord, plus proche du centre de Dave. 
En 1873 les actifs de la Grande compagnie du Luxembourg sont repris par les chemins de fer de l'État, qui vont mettre en service, le 3 janvier 1901, la gare de Dave-État pour desservir les villages alentour ainsi que le centre psychiatrique Saint-Martin.
Un bâtiment de gare fut construit à cette époque. Il s'agit d'une halte type 1893 dotée d'une aile à sept travées servant de salle d'attente et de magasin pour les colis et d'une façade alternant des bandeaux de brique sombre ou brune et de nombreux détails architecturaux en pierre. Ce bâtiment, désormais fermé aux voyageurs, est aujourd'hui une habitation privée.
Malgré son emplacement plus proche du centre de Dave, la gare de Dave-Nord, qui avait été reprise par la SNCB en 1940 avec tout le réseau du Nord-Belge, fut fermée en 1984 en même temps que de nombreuses gares et lignes peu fréquentées, la Gare de Dave-Saint-Martin est depuis la seule gare de Dave. 
En 1991 la Société nationale des chemins de fer belges (SNCB) change le nom de la gare de Dave-État qui devient gare de Dave-Saint-Martin.
En raison de son rapprochement avec l’hôpital neuro-psychiatrique Saint-Martin des trains heurtent régulièrement des patients. C'est pour ces raisons que la SNCB a installé des lumières LED bleues à ce point d'arrêt, afin de lutter contre les suicides.

## Service voyageurs

### Accueil
Halte de la SNCB, c’est un point d’arrêt non gardé (PANG). Elle dispose de deux quais avec abris.

### Desserte
Dave-Saint-Martin est desservie, toutes les heures en semaine et toutes les deux heures le week-end, par des trains L qui assurent des missions entre Namur et Ciney.
Cette desserte régulière est renforcée en semaine par des trains supplémentaires : le matin, un train P de Namur à Ciney et deux de Ciney à Namur ; l’après-midi, trois trains P de Namur à Ciney et un de Ciney à Namur.

### Intermodalité
Le parking des véhicules est possible près de l’ancien bâtiment voyageurs.

## Comptage voyageurs
Le graphique et le tableau montrent le nombre de passagers qui en moyenne embarquent durant la semaine, le samedi et le dimanche.
| Nombre de voyageurs qui embarquent à la gare de Dave-Saint-Martin | Nombre de voyageurs qui embarquent à la gare de Dave-Saint-Martin | Nombre de voyageurs qui embarquent à la gare de Dave-Saint-Martin | Nombre de voyageurs qui embarquent à la gare de Dave-Saint-Martin |
|                                                                   | Semaine                                                           | Samedi                                                            | Dimanche                                                          |
| ----------------------------------------------------------------- | ----------------------------------------------------------------- | ----------------------------------------------------------------- | ----------------------------------------------------------------- |
| 1977                                                              | 43                                                                | 26                                                                | 43                                                                |
| 1978                                                              | 66                                                                | 18                                                                | 28                                                                |
| 1979                                                              | 47                                                                | 28                                                                | 40                                                                |
| 1980                                                              | 56                                                                | 46                                                                | 43                                                                |
| 1981                                                              | 84                                                                | 37                                                                | 47                                                                |
| 1982                                                              | 26                                                                | 19                                                                | 47                                                                |
| 1983                                                              | 44                                                                | 31                                                                | 41                                                                |
| 1984                                                              | 52                                                                | 47                                                                | 56                                                                |
| 1985                                                              | 55                                                                | 38                                                                | 41                                                                |
| 1986                                                              | 49                                                                | 41                                                                | 24                                                                |
| 1987                                                              | 51                                                                | 50                                                                | 47                                                                |
| 1988                                                              | 48                                                                | 52                                                                | 30                                                                |
| 1989                                                              | 53                                                                | 72                                                                | 20                                                                |
| 1990                                                              | 38                                                                | 38                                                                | 39                                                                |
| 1991                                                              | 61                                                                | 54                                                                | 33                                                                |
| 1992                                                              | 45                                                                | 45                                                                | 26                                                                |
| 1993                                                              | 60                                                                | 53                                                                | 59                                                                |
| 1994                                                              | 53                                                                | 31                                                                | 11                                                                |
| 1995                                                              | 46                                                                | 37                                                                | 31                                                                |
| 1996                                                              | 46                                                                | 29                                                                | 11                                                                |
| 1997                                                              | 55                                                                | 38                                                                | 19                                                                |
| 1998                                                              | 54                                                                | 36                                                                | 15                                                                |
| 1999                                                              | 30                                                                | 18                                                                | 8                                                                 |
| 2000                                                              | 45                                                                | 30                                                                | 11                                                                |
| 2001                                                              | 28                                                                | 23                                                                | 8                                                                 |
| 2002                                                              | 32                                                                | 19                                                                | 14                                                                |
| 2003                                                              | 32                                                                | 24                                                                | 10                                                                |
| 2004                                                              | 36                                                                | 28                                                                | 14                                                                |
| 2005                                                              | 41                                                                | 22                                                                | 8                                                                 |
| 2006                                                              | 44                                                                | 37                                                                | 12                                                                |
| 2007                                                              | 37                                                                | 29                                                                | 7                                                                 |
| 2008                                                              | -                                                                 | -                                                                 | -                                                                 |
| 2009                                                              | 47                                                                | 18                                                                | 6                                                                 |
| 2010                                                              | -                                                                 | -                                                                 | -                                                                 |
| 2011                                                              | -                                                                 | -                                                                 | -                                                                 |
| 2012                                                              | 67                                                                | 46                                                                | 29                                                                |
| 2013                                                              | 78                                                                | 22                                                                | 25                                                                |
| 2014                                                              | 89                                                                | 39                                                                | 15                                                                |
| 2015                                                              | 73                                                                | 17                                                                | 15                                                                |
| 2016                                                              | 60                                                                | 29                                                                | 14                                                                |
| 2017                                                              | 64                                                                | 43                                                                | 12                                                                |
| 2018                                                              | 83                                                                | 17                                                                | 11                                                                |
| 2019                                                              | 86                                                                | 36                                                                | 29                                                                |
| 2020                                                              | 63                                                                | 34                                                                | 16                                                                |
| 2021                                                              | -                                                                 | -                                                                 | -                                                                 |
| 2022                                                              | 130                                                               | 56                                                                | 37                                                                |
| 2023                                                              | 102                                                               | 59                                                                | 30                                                                |
| 2024                                                              | 117                                                               | 46                                                                | 34                                                                |